# Wagenmann, Seybel & Co.
Das Unternehmen Wagenmann und Seybel (auch Wagenmann & Braun oder Wagenmann, Seybel & Cie. usw.) war im 19. und beginnenden 20. Jahrhundert ein großer Chemiebetrieb im Süden von Wien.
Das ehemalige Werksgelände ist ungefähr 225.000 m² groß. Es liegt in Liesing im 23. Wiener Gemeindebezirk westlich der B 12 Brunner Straße, nördlich der Siebenhirtenstraße, südlich der Straße „An den Steinfeldern“ und östlich des Flusses Liesing.

## Geschichte

Chemiewerk Wagenmann & Seybel
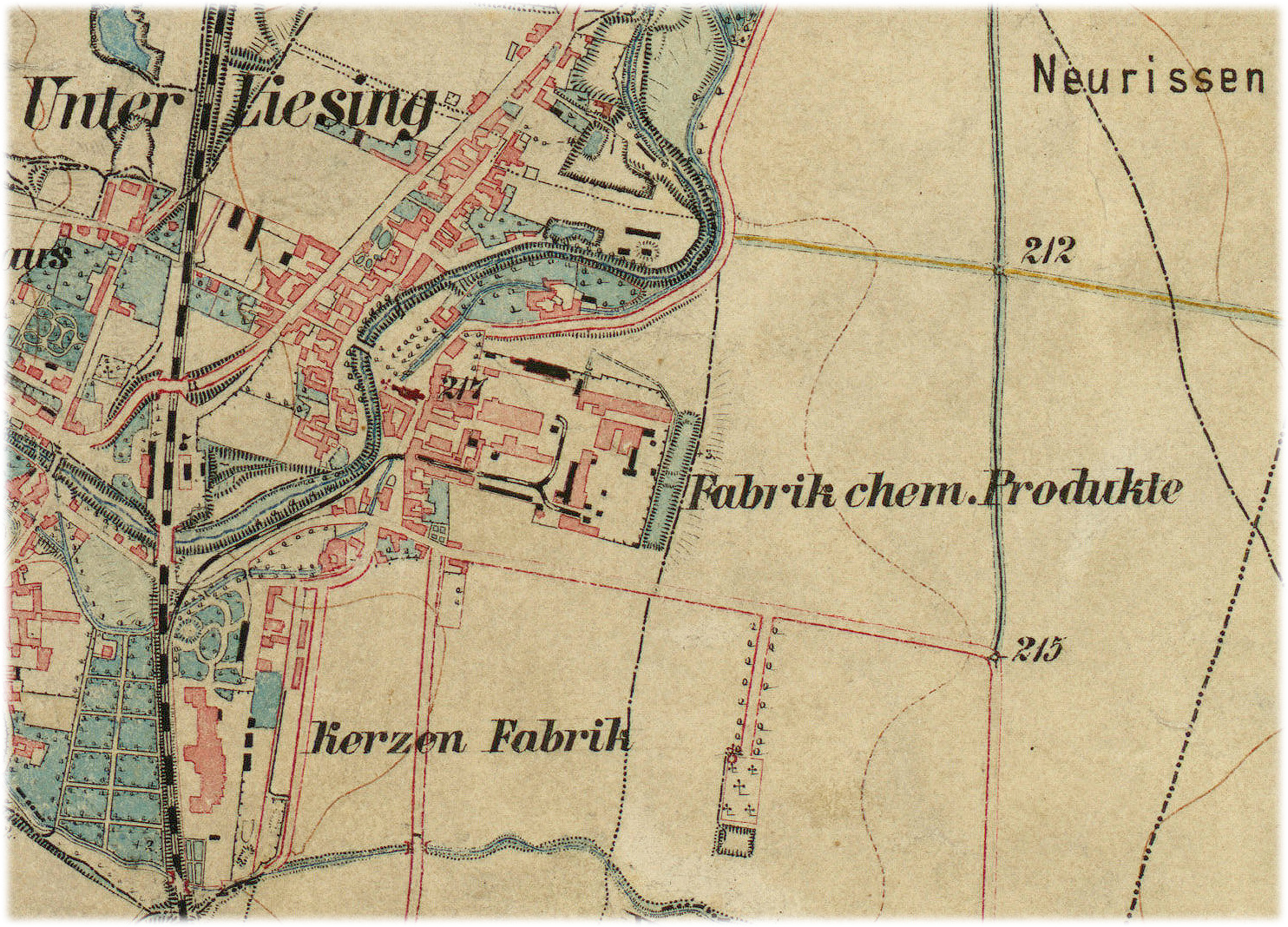
Das Werksgelände als „Fabrik chem. Produkte“ im Osten von Liesing 1872
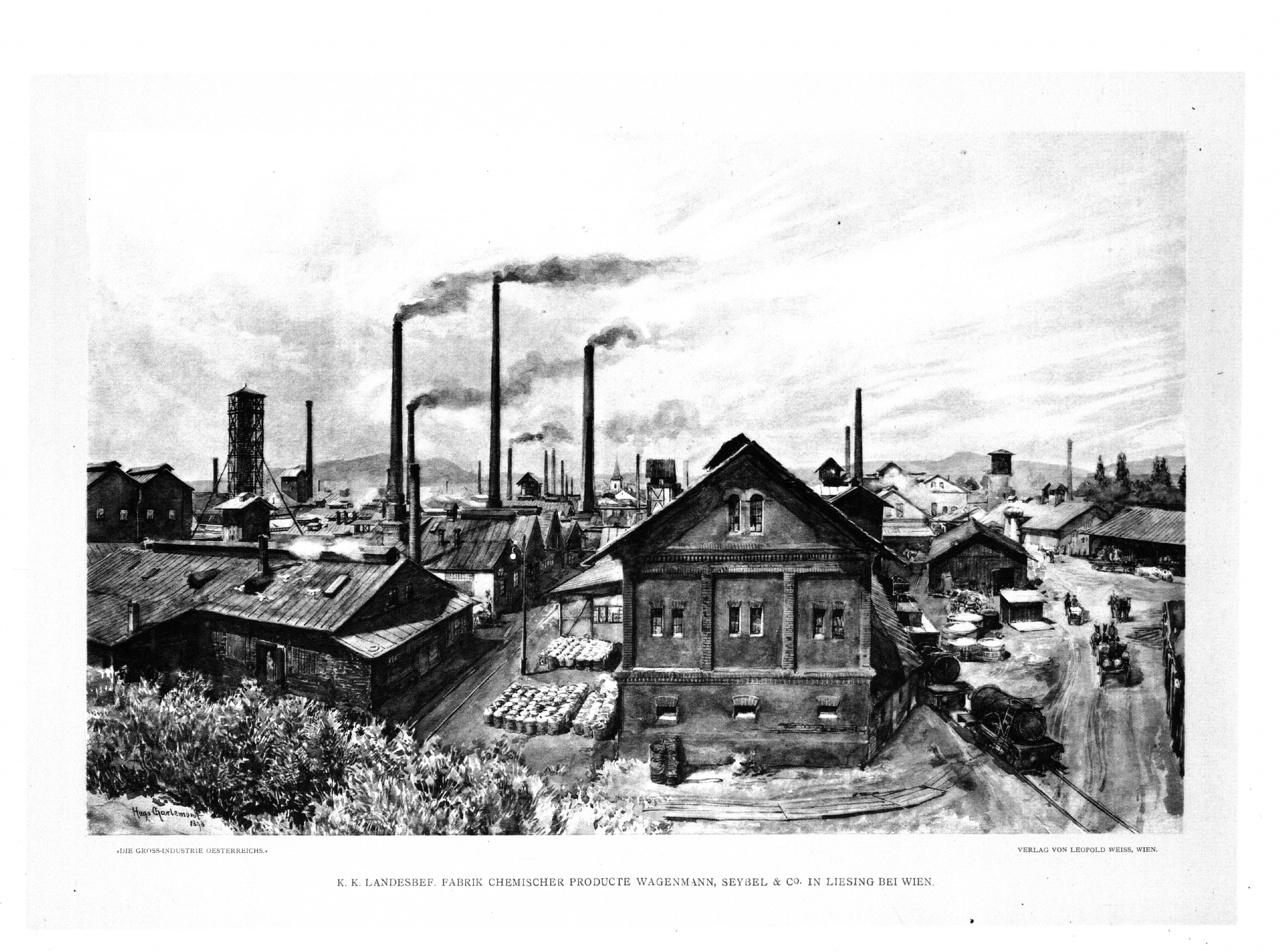
Werksgelände 1898
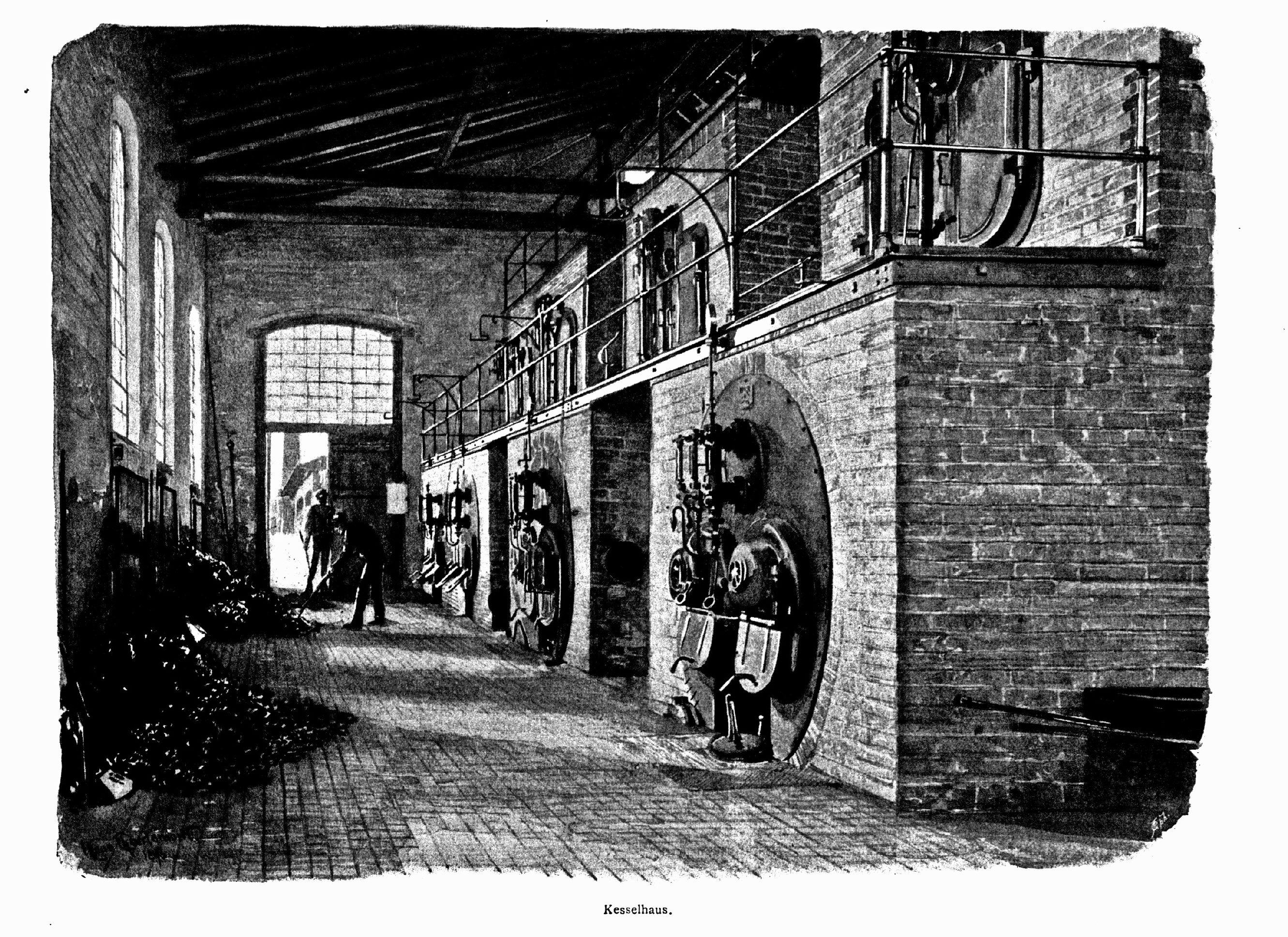
Kesselhaus 1898
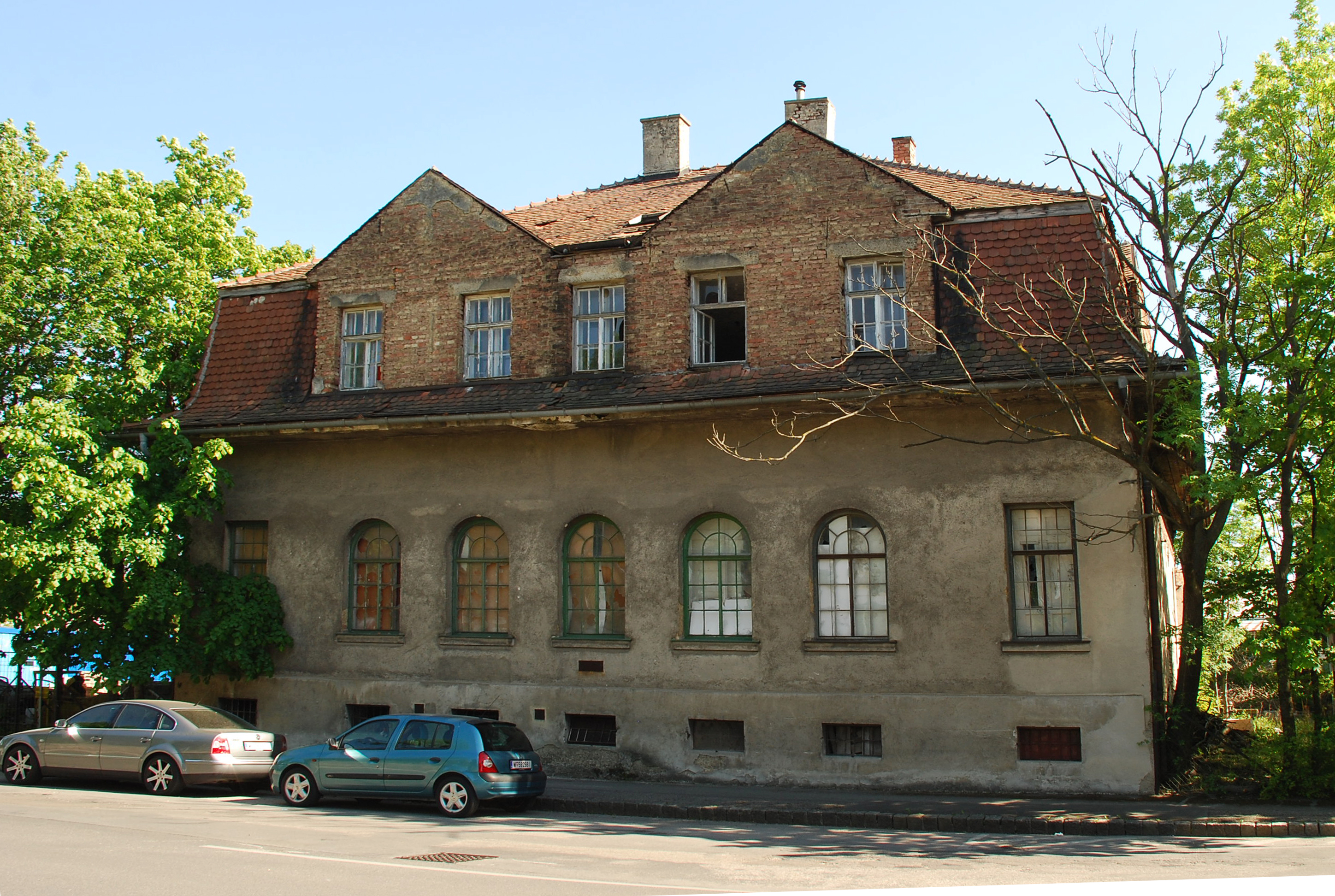
Gebäude Seybelgasse 2011
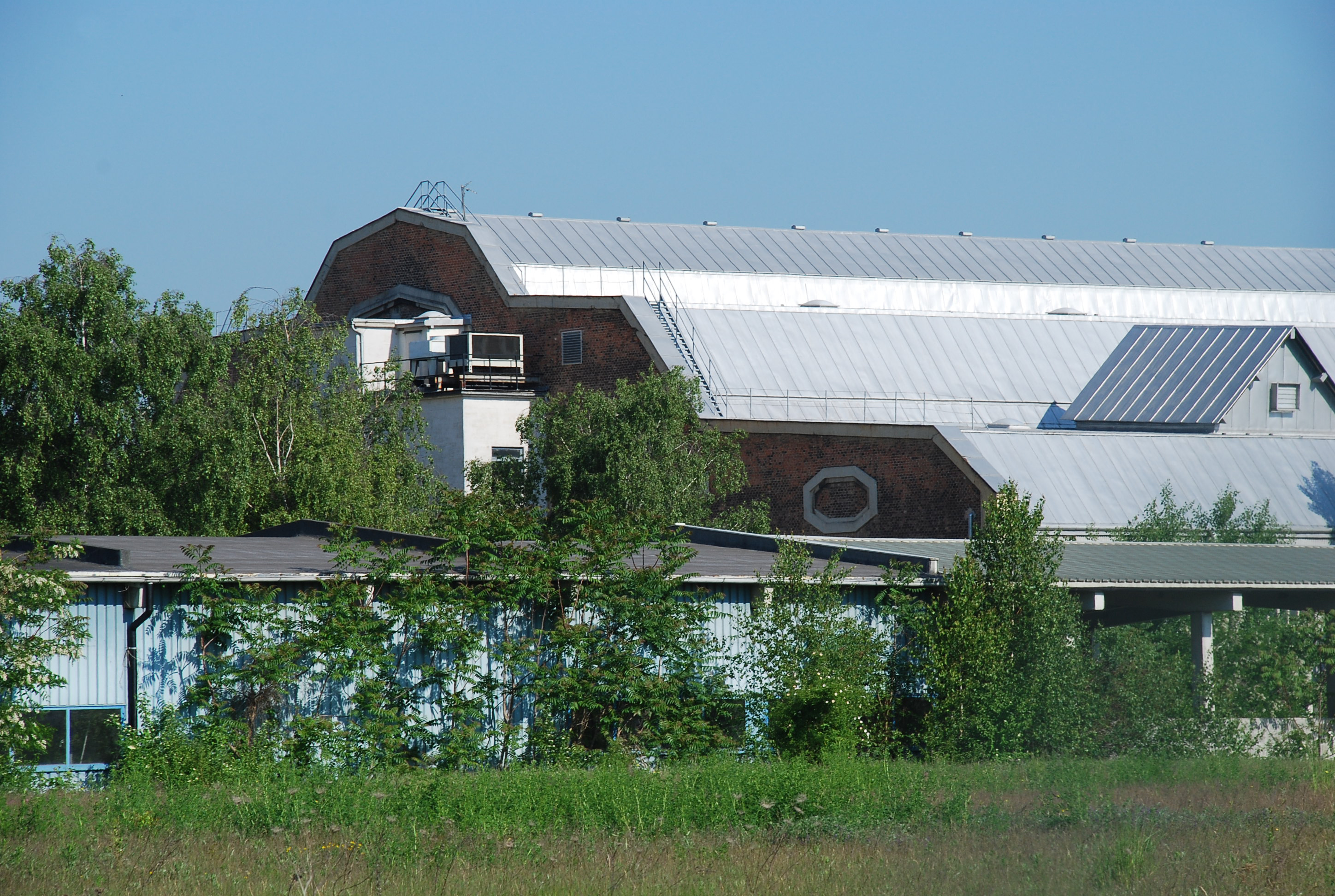
Große Halle im Ostteil des Werksgeländes 2011

Das Unternehmen wurde 1828 unter der Firma „Braun und Wagenmann“ im damaligen Wiener Vorort Wieden gegründet, mit 6. Juni 1834 war die Betriebsbefugnis für den Betrieb in Liesing erteilt (Firma „Wagenmann und Braun“). Sein Gründer Carl Christian Wagenmann (* 1787 in Scharnhausen, Württemberg, † 1867 in Wien) kam aus Berlin. Er war Inhaber mehrerer Patente, so zur verbesserten Herstellung von Kaliumchlorat, einem Grundstoff zur Produktion von Streichhölzern, Feuerwerkskörpern und früher auch von Sprengstoffen. Das Unternehmen Wagenmanns war im ersten Viertel des 19. Jahrhunderts zu einem der größten Produzenten von Tauch-Zündhölzern geworden. Er hatte Qualität und Handhabbarkeit dieser ursprünglich aus Frankreich kommenden Feuerzeuge so deutlich verbessert, dass er als deren Erfinder bezeichnet wurde. In Deutschland, ursprünglich in Tübingen, dann mit einer Produktion in Berlin, hatte er großen wirtschaftlichen Erfolg.
Ab 1838/39 führte Emil Seybel (* 1816 in Berlin; † 1882 in Liesing), der Stiefsohn Wagenmanns, den Betrieb, 1845 wurde er Teilhaber, 1865 Alleineigentümer. Das Unternehmen entwickelte sich zu einem der bedeutendsten Chemieproduzenten Österreich-Ungarns. Am 21. März 1872 erwarb Seybel zur Werkserweiterung die „Obere Haid-Mühle“, die zwischen Seybelgasse und Liesingbach lag (auch „Mühle unterhalb der Servatius-Kapelle“, Haus- oder Polstermühle genannt).
Emil Seybel wird zu den Gründern der chemischen Industrie in Österreich gezählt. Seine Familie, zu der auch der Schriftsteller Georg von Seybel gehörte, lebte im Palais Seybel in der Reisnerstraße 50 in Wien-Landstraße. Das Werk wurde 1880 von seinen Söhnen Otto, Paul und Georg übernommen, ihre Familien 1912 in den Adelsstand aufgenommen.
1898 war das Werk auf 89.400 m² erweitert, von denen 52.000 m² mit Fabrikgebäuden verbaut waren. Die installierten Maschinen hatten 240 PS, die Dampfkesselanlagen 1680 m² Heizfläche. Eine eigene Bahnanlage mit einer Reihe von Nebengleisen schloss das Werk an den Südteil des Bahnhofs Liesing und damit an die Südbahn an. Die Fabrik besaß eine eigene Töpferei zur Herstellung der Keramikbehälter für den Säuretransport, eine eigene Gasfabrik und elektrische Beleuchtungsanlage. Für die Mitarbeiter und deren Familien waren Wohnhäuser und eine Kranken- und Unterstützungskasse vorhanden. 1908 wurde das Unternehmen zur Aktiengesellschaft, 1911 wurde es mit der damaligen „Holzverkohlungsindustrie AG“, der HIAG, zusammengeschlossen. In diesem Jahr umfasste das Werksgelände 300.000 m², davon 100.000 m² verbaute Fläche.
Auf der Suche nach Wasser für die Dampfkessel des Werkes wurde 1912 eine Tiefbohrung vorgenommen, die in mehreren Schichten untertags bei 83, 112, 148, 247 und 255 m auch tatsächlich auf Wasser stieß. Allerdings waren diese Wasservorkommen zu klein und deren Wasser zu hart, um als Kesselspeisewasser verwendet werden zu können. Die Bohrung wurde zwar weitergeführt, nachdem Geologen auf sie aufmerksam geworden waren, aber schließlich eingestellt, nachdem sie in über 600 m Tiefe gelangt war. Eine Rücksprache bei Eduard Suess hatte ergeben, dass seines Erachtens die Bohrung mit ca. 3 km Entfernung zu nahe dem Gebirgsrand (bei Kalksburg) lag, um daraus neue Erkenntnisse über die Geologie des Gebietes gewinnen zu können. Dies führte dazu, dass sich die Akademie der Wissenschaften in Wien nicht an den Kosten ihrer Weiterführung beteiligte. Da die Bohrung im Wesentlichen nur Schotter-, Sand- und Tegelschichten durchstieß, aber nicht zum Felsgestein vordrang, das unter diesen Schichten lag, lieferte sie einen Beleg dafür, dass der Gebirgsrand der Alpen in ihrem Bereich sehr steil absinkt.
Mit dem Ende des Ersten Weltkrieges verlor 1918 das Werk Wagenmann, Seybel & Co. den größten Teil seiner Rohstoffquellen und Absatzmärkte. 1920 wurden seine Aktien an den Rüstungskonzern Skoda-Wetzler verkauft, ab 1930 lautete der Firmenname „Österreichische HIAG-Werke“. 1939 wurde es mit anderen Unternehmen zur Donau Chemie zusammengeschlossen, die ihrerseits ein Teil der IG Farben war. Im Zweiten Weltkrieg wurden die Werksanlagen schwer beschädigt.
Nach Reprivatisierung 1958 (wiederum Donau Chemie) und teilweisem Wiederaufbau werden im Rahmen mehrfacher Besitzerwechsel (Aktionäre waren u. a. die Gesellschaften Rhône-Poulenc, Montana und die Creditanstalt) die Produktionsstätten in anderen Orten weitergeführt, so in Pischelsdorf (früher Raffinerie Moosbierbaum), Absam, in der Wiener Lobau, in Brückl und Ried im Traunkreis. Die HIAG, später als GmbH, blieb in Liesing bis in die 1970er Jahre mit einem eingeschränkten Geschäftsfeld (u. a. Essigerzeugung) weiter bestehen. Auf dem Werksgelände in Liesing verblieb weiters ein Lager- und Abfüllbetrieb der nunmehrigen „Donau Chem Österreich“. 2001 wurde dort ein Teil eines Investitionspaketes von ca. 2,3 Mio € in Lager- und Abfülleinrichtungen investiert. 2011 steht zwar noch ein Teil der Grundstücke im Eigentum eines Unternehmens der Donau-Chemie-Gruppe, der verbliebene Betrieb ist allerdings nach Pischelsdorf abgesiedelt und das Gelände wird von verschiedenen anderen Gewerbebetrieben genützt. Ein Teil des Geländes gehört zum Besitz des ORF.
Von der weitläufigen Industrieanlage des 19. Jahrhunderts waren 2011 nur mehr geringe, nicht denkmalgeschützte Reste erhalten, so ein ehemaliges, dem Verfall preisgegebenes Verwaltungsgebäude in der Seybelgasse Nr. 16, dessen Grundstück im Flächenwidmungsplan der Stadt Wien für eine Verbreiterung der Seybelgasse vorgesehen war. Weiters bestanden noch eine große Halle im östlichen Teil, ein Rauchfang an der Siebenhirtenstraße und Mauerreste in der Seybelgasse Nr. 5 und 5a. Aus der Bahnanlage hatte sich im 20. Jahrhundert die Schleppbahn Liesing entwickelt, von der bis in die 1990er Jahre das Industriegebiet von Liesing versorgt wurde.
Auf dem früheren Werksgelände befinden sich eine Reihe von Gewerbebetrieben. In der großen Halle befindet sich das Zentrallager des ORF mit dem Dokumentationsarchiv Funk (QSL-Collection). Daneben steht seit 2012 der Mast des Senders Liesing.

## Produktion
Am Beginn wurden Essig und Branntwein erzeugt, 1836 Weinessig, Branntwein, Rosoglio und chemische Produkte. In den Jahren danach wurde die Produktion auf Säuren und Salze umgestellt. Ab 1842 wurde das Werk zu einem großen Produzenten von Schwefelsäure (damals zunächst „Vitriolöl“ genannt) und anderen Chemikalien ausgebaut. In diesem Jahr war die erste Bleikammeranlage zur Schwefelsäureerzeugung in Betrieb genommen worden. Es wurden Eisenvitriol, Kupfervitriol, Zinkvitriol, Glaubersalz, Bittersalz, Salzsäure, Salpetersäure erzeugt. Das Gaswasser (Ammoniakwasser) der Gasfabriken von Wien, das bei der Herstellung von Stadtgas bis dahin ins Abwasser geleitet worden war, wurde ab 1900 Grundlage für die Produktion von Salmiak und Salmiakgeist. Die vorher wertlose Weinhefe der Weinbaubetriebe im Süden Wiens wurde zur Fabrikation von Weinsteinsäure herangezogen. 1856 wurde statt des bisher verwendeten Schwefels aus Sizilien der Schwefelkies aus eigenen Bergwerken in Pernegg, Bösing und anderen Bergwerken herangezogen und damit die erste rationelle Verhüttung dieses Rohstoffs in Österreich erreicht. Die 1857 gegründete Hütte in Bösing musste 1897 wieder aufgelassen werden, ebenso ein Chromkaliwerk in Kraubath.
1856 wurde die Produktion von Wasserglas mit dem ersten in Österreich erbauten Siemens-Ofen eingeführt. Eine Sodaerzeugung nach dem Leblanc-Verfahren musste nach zehn Jahren wegen hoher Transportkosten wieder aufgegeben werden. Weitere Produktionszweige, wie die Erzeugung von Tonerdehydrat und schwefelsaurer Tonerde aus Bauxit wurden mit eigenen Patenten abgesichert. 1902 wurde auch Zitronensäure erzeugt. Superphosphat und andere Kunstdünger, Ferrocyansalze und Rhodanpräparate gehörten ebenso zur Produktion des Werkes.
Ende des 19. Jahrhunderts beschäftigte das Werk etwa 500 Arbeiter. Es erzeugte jährlich etwa 150.000 Meterzentner (zu je 100 kg), somit 15.000 Tonnen Schwefelsäure, 1200 Tonnen Salpetersäure, 200 Tonnen Salzsäure, 5.000 Tonnen Kunstdünger usw. Im Jahr 1911 wurden als Hauptprodukte jährlich im Durchschnitt 1800 (Eisenbahn-)Waggons Schwefelsäure, 120 Waggons Salpetersäure, 60 Waggons Weinsteinsäure, 20 Waggons kohlensaures Ammoniak und 90 Waggons Salmiakgeist genannt.
Das Werk war der größte Betrieb einer Reihe von Unternehmen der chemischen Industrie im Süden von Wien, zu denen die Sarg-Werke und die Schicht-Werke (spätere Unilever), ein Zweigwerk der Dragoco, die „Hetzendorfer Lack-, Farben- und Firniß-Fabrik O. Fritze“ (Fritze-Lacke), Schramm & Wagenmann, Ludwig Marx, Eisenstädter (letztere drei später zusammengeschlossen in der Wildschek & Co.) und deren aktuell noch bestehende Nachfolgeunternehmen gehörten bzw. gehören.

## Altlast

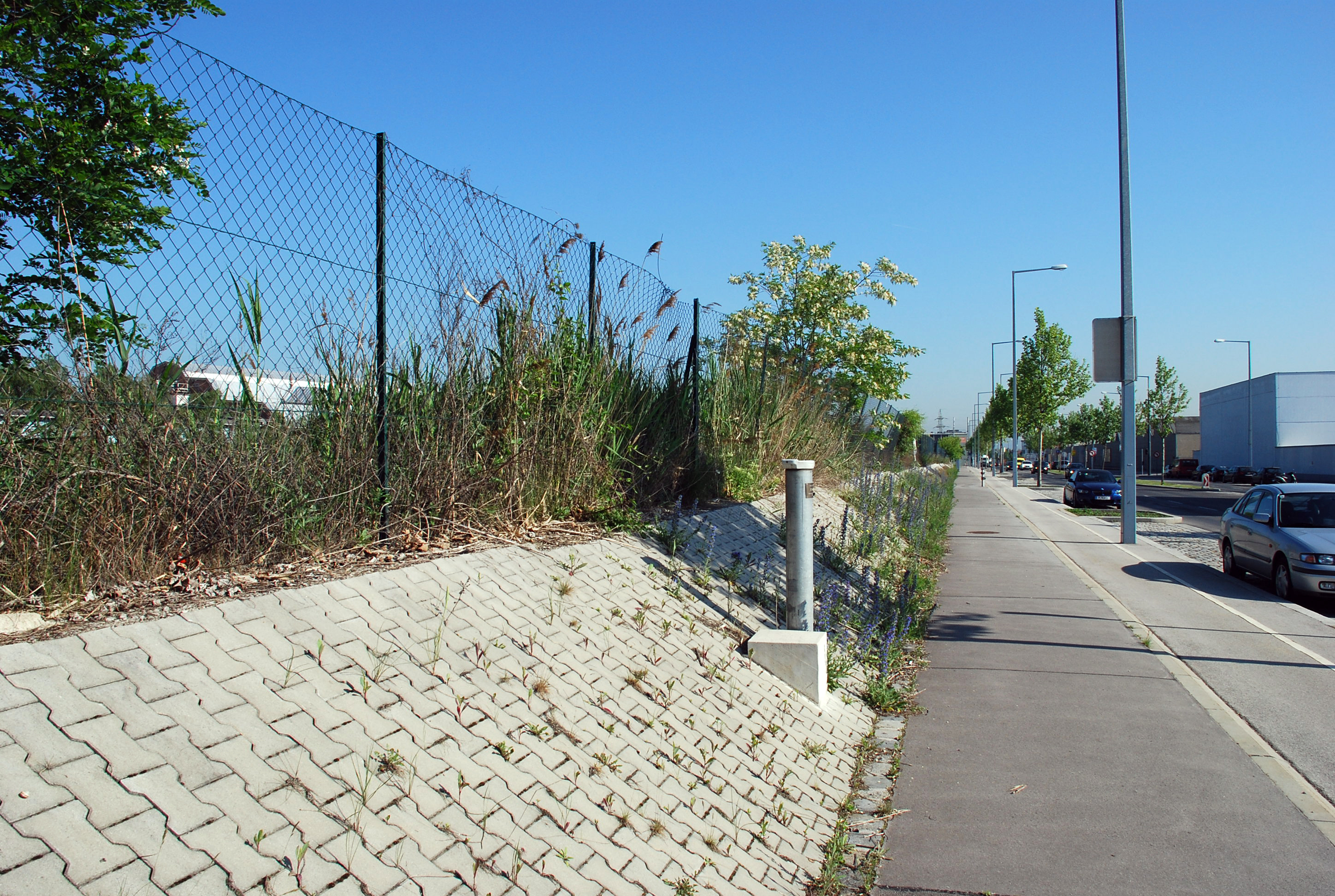
Böschung mit Messsonde an den Anschüttungen von Produktionsrückständen an der Brunner Straße

Das Werksgelände ist mit Produktionsrückständen verunreinigt. Im Osten des Geländes lagern 170.000 Tonnen Rückstände aus der Produktion von Schwefelsäure. Die angeschüttete Schicht aus diesen Rückständen ist einen bis sieben Meter dick und reicht bis in den Grundwasserbereich. Durch diese Anschüttungen liegt das ehemalige Werksgebiet im östlichen Teil höher als die Umgebung, seine Böschung an der Brunner Straße ist mit Betonsteinen befestigt. Das Gelände ist seit 1990 als Altlast, Prioritätenklasse I, eingestuft. Schadstoffe sind Cyanide, Kohlenwasserstoffe, Phenol, Sulfate, Nitrite und Ammonium. Bodenprobenanalysen ergaben 1963 sowie 1970 und 1972 pH-Werte bis zu 2 und etwa 12.000 mg/l Sulfat. Die Altlastenbeschreibung des Umweltbundesamtes erwähnt eine massive Grundwasserbeeinträchtigung.
Es sind Grundwassersonden vorhanden, über welche die Entwicklung beobachtet wird und Proben gezogen werden. Der Grundwasserstrom verläuft in Richtung Nordosten bis Osten unter die anderen Grundflächen des Industrie- und Gewerbegebietes in Liesing um die Brunner Straße. Der im Westen des Gebietes liegende Lauf der Liesing ist nicht betroffen. Das Gebiet ist als Altlast W8 im Altlastenkataster eingetragen und im Bundesgesetzblatt veröffentlicht.